# 香茹属
香茹属（学名：Glossogyne）是菊科下的一个属。该属共有约8种，分布于印度、马来西亚至大洋洲。